# Pittosporum loniceroides
Pittosporum loniceroides är en tvåhjärtbladig växtart som beskrevs av Adolphe-Théodore Brongniart och Gris. Pittosporum loniceroides ingår i släktet Pittosporum och familjen Pittosporaceae. Inga underarter finns listade.